# حمام عويد
حمّام عويد من حمامات بغداد العامة القديمة يقع في شارع العوينة بمحلة المربعة في جانب الرصافة من بغداد .